# UFC 230
UFC 230: Cormier vs. Lewis fue un evento de artes marciales mixtas producido por Ultimate Fighting Championship el 3 de noviembre de 2018 en el Madison Square Garden, en la ciudad de Nueva York, Nueva York.

## Historia
El evento principal contó con un combate por el Campeonato de Peso Pesado de UFC entre el actual campeón Daniel Cormier y Derrick Lewis.
Valentina Shevchenko esperaba enfrentarse a Sijara Eubanks por el vacante Campeonato de Peso Mosca de Mujeres de UFC. Shevchenko tenía previsto enfrentar a la excampeona de peso paja de UFC Joanna Jędrzejczyk en UFC 231 por el título, pero debido a que UFC 230 estaba en necesidad de un evento principal, fue previamente programada ante Eubanks. Después de que UFC anunciara el combate entre Cormier y Lewis el 9 de octubre, confirmaron que esta pelea fue cancelada y que Shevchenko volvería a su pelea original en UFC 231. Eubanks permaneció en el evento y se enfrentó a Roxanne Modafferi.
Yoel Romero esperaba enfrentarse a Paulo Costa por el Campeonato interino de peso mediano de UFC en el evento. Sin embargo, a mediados de agosto, Romero indicó que, si bien había sido autorizado para pelear, sus médicos le recomendaron que esperara otros cuatro o cinco meses (a principios de 2019) para permitir que las lesiones faciales ocurridas en su última pelea se curaran por completo.
Dustin Poirier esperaba enfrentarse a Nate Diaz en el evento. Sin embargo, el 10 de octubre, se informó que Poirier se retiró debido a una lesión y la pelea fue cancelada.
Brian Kelleher esperaba enfrentarse a Domingo Pilarte en el evento. Sin embargo, el 10 de octubre, se informó que Pilarte se retiró debido a una lesión y fue reemplazado por Montel Jackson.
Sultan Aliev esperaba enfrentarse a Lyman Good en el evento, pero se retiró debido a una lesión. Fue reemplazado por Ben Saunders.
Chris Weidman esperaba enfrentarse a Luke Rockhold en el evento. El primer combate entre ambos tuvo lugar en UFC 194, donde Rockhold ganó la pelea por nócaut quitándole el campeonato de peso mediano a Weidman. Sin embargo, Rockhold se retiró de la pelea el 19 de octubre debido a múltiples lesiones. Fue reemplazado por Ronaldo Souza, quien inicialmente estaba programado para enfrentar a David Branch en el evento. Branch se enfrentó a Jared Cannonier.
Se esperaba que Ruslan Magomedov se enfrentara a Marcos Rogério de Lima en el evento. Sin embargo, el 24 de octubre, se informó que se retiró del evento debido a problemas de visa y fue reemplazado por Adam Wieczorek.
En el pesaje, Sijara Eubanks y Brian Kelleher no dieron el peso requerido para sus respectivas peleas. Eubanks pesó 127.2 libras, 1.2 libras por encima del límite de la división de peso mosca (126 libras). Mientras tanto Kelleher pesó 137 libras, una libra por encima de la división de peso gallo (136 libras). Eubanks y Kelleher fueron sancionados con el 20% de su pago, el cual irá a sus oponentes Roxanne Modafferi y Montel Jackson. El combate entre Kelleher y Jackson fue cancelado el mismo día del evento cuando Kelleher fue retirado de este por enfermedad.

## Resultados
1. ↑  Por el Campeonato de Peso Pesado de UFC.

## Bonificaciones
Los siguientes peleadores recibieron $50,000 en bonos:
- Pelea de la noche: Ronaldo Souza vs. Chris Weidman
- Actuación de la noche: Jared Cannioner y Israel Adesanya